# Michel Verswyvel
Michel Verswyvel ou Verzwyvel, né à Anvers le 7 septembre 1819 et mort dans la même ville le 29 mai 1868, est un graveur belge.
Second au prix de Rome belge de 1840, Michel Verswyvel obtient ensuite une médaille d'or au Salon de Paris de 1847, de même qu'au Salon de Bruxelles de 1848. Quelques-unes de ses gravures sont conservées au Rijksmuseum Amsterdam.

## Biographie

### Famille
Michel Charles Antoine Verswyvel, né à Anvers le 7 septembre 1819, est le fils de Pierre François Verswyvel (1784-1831), marchand détaillant, né à Zoerle-Parwijs en Campine, et de Marie Bauwens (1784-1884), née à Bréda et morte à Anvers à l'âge de 99 ans, mariés à Anvers le 12 juin 1816.

### Formation
Peu après la mort de son père, advenue le 14 juillet 1831, Michel Verswyvel, âgé de douze ans, commence à fréquenter, grâce à l'autorisation de sa mère, les cours de dessin dispensés à l'Académie royale des beaux-arts d'Anvers durant trois ans. En 1834, il est inscrit dans la classe de gravure dirigée par Erin Corr qui, tout en lui enseignant les principes de la taille et le maniement du burin, l'incite à suivre assidûment, durant huit ans, les cours du dessin d'après l'antique et d'après le modèle vivant. En 1839, Bacchus d'après l'antique, gravure de Michel Verwyvel, obtient un prix de mérite.
Lorsque le Prix de Rome belge, qui consiste en une bourse d'études afin de se perfectionner à l'étranger, est pour la première fois ouvert à la catégorie « gravure » en 1840, Michel Verswyvel est retenu parmi les candidats autorisés à concourir. Le prix n'est pas décerné, mais Michel Verswyvel obtient le second prix. Étant spécialement recommandé à la sollicitude du gouvernement, il reçoit une allocation lui permettant de se perfectionner et de progresser dans son art.

### Carrière

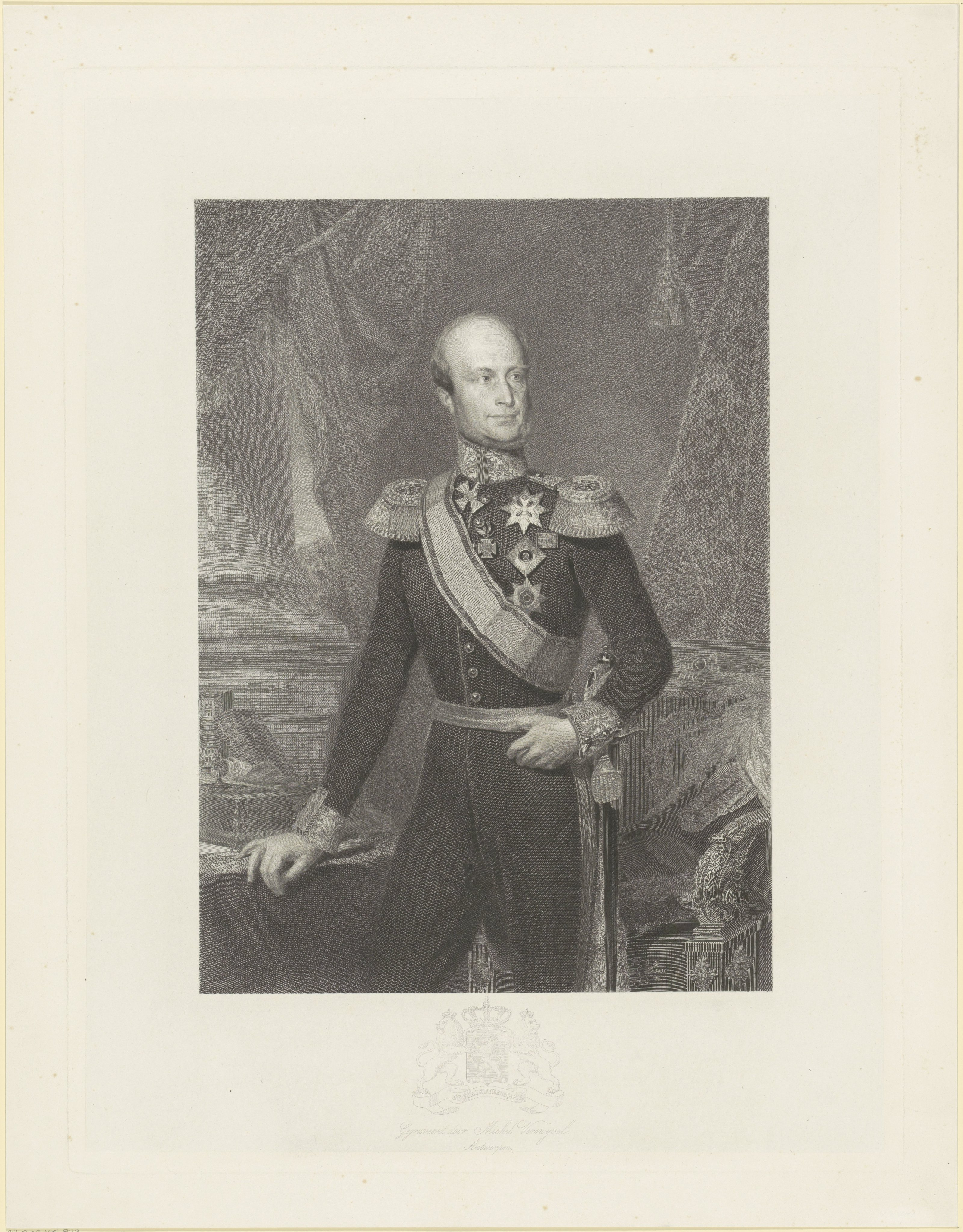
Gravure de Michel Verswyvel représentant le roi Guillaume II des Pays-Bas (1849), Rijksmuseum Amsterdam.

Michel Verswyvel obtient une médaille de vermeil au Salon de Bruxelles de 1842. Ensuite, il travaille dans l'atelier de Gustave Wappers, afin de graver son œuvre L'Ange du bien et l'ange du mal qui lui vaut une médaille d'or au Salon de Paris de 1847 et au Salon de Bruxelles de 1848, la reconnaissance du roi Léopold Ier et une réputation qui le classe parmi les meilleurs graveurs contemporains.
Michel Verswyvel est également l'objet de la reconnaissance du roi des Pays-Bas, dont il a réalisé le portrait, qui l'élève au rang de chevalier de l'ordre de la Couronne de chêne (1849) et de l'empereur de Russie qui lui offre une bague de brillants (1851). Le roi des Belges l'élève au rang de chevalier de l'ordre de Léopold en 1856.
Sa santé précaire depuis longtemps l'oblige à réduire le nombre de ses œuvres. Il ne forme pas d'élèves. Il commence à réunir une collection de gravures des maîtres flamands et passe beaucoup de temps à assister aux ventes publiques et à fréquenter les antiquaires. Il n'achève pas les deux sujets historiques, Sainte Élisabeth de Hongrie, d'après Nicaise De Keyser et L'Ensevelissement du Christ, d'après Antoine van Dyck, commandés par le gouvernement et la Société royale d'encouragement des beaux-arts d'Anvers. Les dessins demeurent dans sa famille, comme signes de son découragement et de la diminution de ses forces physiques.
En l'honneur de son talent, Michel Verswyvel est membre effectif de la Société royale des Beaux-Arts (1851), membre du jury du prix de Rome belge pour la gravure (1855), membre agrégé du corps académique d'Anvers (1857), membre correspondant de l'Académie britannique de Londres (1862), membre effectif de l'Académie d'archéologie de Belgique (1862) et membre de l'Académie royale d'Amsterdam (1868).
Atteint par une tuberculose pulmonaire et soigné par sa mère et ses proches parents depuis plusieurs mois, Michel Verswyvel meurt, célibataire, à l'âge de 47 ans à Anvers, le 29 mai 1868. Ses funérailles ont lieu le 3 juin suivant, avec les honneurs dus à sa qualité de chevalier de l'ordre de Léopold.

## Œuvre

### Caractéristiques

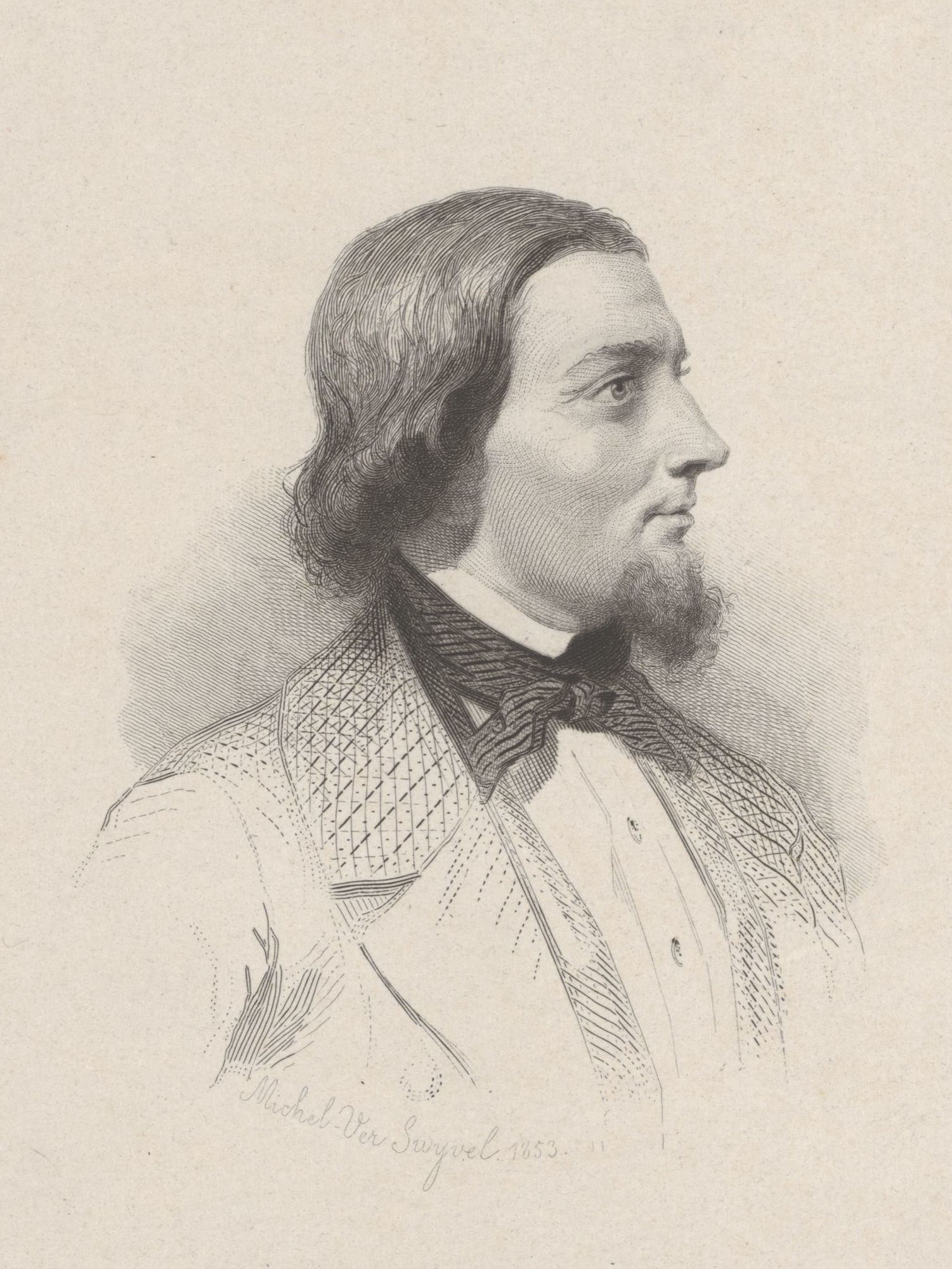
Theodoor van Rijswijck gravure de Michel Verswyvel, d'après un dessin de Louis Tuerlinckx (1853), Rijksmuseum Amsterdam.

Devenu artiste officiel dès la fin des années 1840, Michel Verswyvel grave les portraits de Guillaume II roi des Pays-Bas (1849) et celui de la future reine des Belges Marie-Henriette (1857). Ce dernier étant d'une qualité inférieure à ceux réalisés précédemment. Quatre autres gravures sont mentionnées dans sa biographie : un excellent portrait du peintre Wappers (1846), celui du poète flamand Theodoor van Rijswijck illustrant ses œuvres publiées posthumement à Anvers en 1853, celui de numismate anversois Ferdinand Geelhand (1856) et le portrait de Johannes van Hooydonk, évêque de Breda.

### Expositions

#### Belgique
- Salon d'Anvers de 1837 : Dessin de la tête de Saint Jean, d'après Rubens et Gravure d'une figure d'enfant[8].
- Salon de Bruxelles de 1839 : Bacchus, gravure d'après l'antique[9].
- Salon d'Anvers de 1840 : Bacchus, gravure d'après l'antique[10].
- Salon de Gand (XVIII) de 1841 : Antinoüs, gravure avant la lettre, gravure d'après l'antique, Dessin d'après le tableau de van Dyck représentant le Christ mort sur le giron de la Vierge et Bacchus, gravure d'après l'antique[11].
- Salon de Bruxelles de 1842 : gravure d'après l'antique (médaille de vermeil)[12].
- Salon de Gand (XX) de 1847 : Le Génie du bien et du mal d'après Wappers et Portrait de Gustave Wappers[13].
- Salon de Bruxelles de 1848 : Le Génie du bien et du mal d'après Wappers et Portrait de Gustave Wappers[14].
- Salon d'Anvers de 1849 : Le Génie du bien et du mal d'après Wappers[15].
- Salon de Bruxelles de 1851 : Portrait de S.M. Guillaume II roi des Pays-Bas gravé au burin d'après Nicaise De Keyser[16].
- Salon d'Anvers de 1852 : Portrait de S.M. Guillaume II roi des Pays-Bas gravé au burin d'après Nicaise De Keyser[17].
- Salon d'Anvers de 1858 : Portrait en pied de S.A.I. et R. Madame la duchesse de Brabant, gravure d'après le tableau de M. N. De Keyser et Portrait de M. F.G. dessiné et gravé d'après nature[18].

#### France
- Salon de Paris de 1847 : Portrait de M. Gustaf Wappers, peintre belge et Le bon et le mauvais ange ; d'après M. Gustaf Wappers[19].
- Salon de Paris de 1859 : Portrait de S. A. R. et I. Madame la duchesse de Brabant ; d’après M. N. de Keyser[19].

### Collections muséales
- Rijksmuseum Amsterdam : onze gravures[20].

## Honneurs
- Chevalier de l'ordre de la Couronne de chêne (Pays-Bas, 29 juillet 1849)[4].
- Chevalier de l'ordre de Léopold (19 juillet 1856)[21].
- Chevalier de l'ordre de Charles III d'Espagne (1864)[5].
- Chevalier de l'ordre du Faucon blanc (Duché de Saxe-Weimar, 1867)[5].